# مهستی خانم (همسر عبدالمجید دوم)
عطیه مهستی قادن افندی (به ترکی عثمانی: مهستی قادین افندی؛ متولد ۱۸۹۲، آداپازاری - متوفی ۱۹۶۴، لندن)، همسر آخرین خلیفه عثمانی عبدالمجید افندی بود.